# モスクワは涙を信じない
『モスクワは涙を信じない』（モスクワはなみだをしんじない、原題・ロシア語: Москва Слезам Не Веритマスクヴァー・スリザーム・ニ・ヴィェーリト、ラテン文字転写の例:Moskva slezam ne verit；英題:Moscow Does Not Believe In Tears）は、1979年に製作されたソビエト連邦の映画である。脚本ワレンチン・チェルヌィフ、監督はウラジーミル・メニショフ。制作期間は約4か月。主演は後にメニショフの妻となるヴェーラ・アレントーヴァと、アレクセイ・バターロフであった。なお、題名の「モスクワは涙を信じない」とは「泣いたところで誰も助けてはくれないものだ」という意味を持つロシア語の格言である。

## あらすじ
1950年代後半から1970年代後半にかけてのモスクワを舞台に、田舎から出てきた3人の女性を描いた物語。
彼女らは郊外のアパートで同室に暮らすことになり、やがて友人となっていく。エカテリーナ（ヴェーラ・アレントワ）は学位を取得しようと努力する傍ら、工場で働いている。彼女はある知識階級のパーティで、テレビ局のカメラマンをしていたルドルフと呼ばれる男（ユーリ・ワシリエフ）と出会う。ルドルフはエカテリーナを誘惑し、やがて彼女は妊娠することになる。しかしエカテリーナが工場労働者にすぎないことを知ったルドルフは彼女を捨て、エカテリーナは幼子とともに取り残される。ルドルフの母はエカテリーナに手切れ金を手渡そうとするが、彼女は受け取りを拒否する。
第一部の最後の場面では、ルームメートが結婚して去った寮でエカテリーナが娘アレクサンドラ（成長後はナターリヤ・ヴァヴィーロワが演じる）を育てつつ、深夜まで勉強し、涙を流しながら眠りにつくシーンが描かれる。
第二部は一気に20年の時を経過して始まる。エカテリーナは目覚まし時計の音にたたき起こされる。彼女は未婚であるが、既に大工場の責任者となっている。彼女にはヴォロージャという名の年配の愛人（オレグ・タバコフ）がいるが、彼は既婚者であり、彼女は人生に何か不足を感じている。
ある晩、エカテリーナがダーチャから電車で家に戻ると、ゴーシャ（アレクセイ・バターロフ）と出会う。2人はお互いを見つめ始めるが、それは予期しないルドルフの訪問によってご破算となる。ルドルフはエカテリーナの工場における驚異的な生産率を報道するため、ニュース制作スタッフの一員として派遣されてきたのだった。ルドルフはかつての恋人エカテリーナと再会し、娘に対して償いをし、顔を見たいと願う。エカテリーナは自分が結婚する予定であり、電話もして欲しくない、家にも来ないで欲しいという。しかしルドルフはそれを聞き入れず、ゴーシャとエカテリーナ、アレクサンドラの3人が夕食を楽しむところに訪問する。彼は番組でのインタビューの話をし、その結果ゴーシャはエカテリーナが工場長であること、そして自分よりもはるかに高額な給与を得ていることを知る。いかなる形であれ妻が夫より上位にある家族を認められないゴーシャは、混乱してその場を立ち去る。
その後しばらく、彼はエカテリーナに電話もよこさず、家を訪ねることもなかった。エカテリーナとかつてのルームメイトたちは、何かしなければならないと考える。アントニーナの夫ニコライ（ボリス・スモルチコフ）はゴーシャを探す算段を立てる。ニコライは酔っ払っているゴーシャを見つけて一緒に酒を飲み、エカテリーナの元に戻るようゴーシャを説得する。
映画の最終シーンはエカテリーナの家の台所である。ゴーシャはスープを飲み、エカテリーナは目に涙を浮かべながら彼を見つめている。8日間もの間音信不通にしていたことをわびるゴーシャに対し、エカテリーナはもっとずっと長い間ゴーシャを探していたのだと伝える。

## 受賞・評価
この映画は、1980年度のアカデミー外国語映画賞を受賞した。翌1981年には、ソビエト連邦国家賞にも選ばれた。
アメリカのロナルド・レーガン大統領はソ連のミハイル・ゴルバチョフ大統領と会見する前、この映画を少なくとも二回鑑賞して一般のロシア人の心をより深く理解しようと務めたと言われている。2000年にロシアで制作されたDVD版では、主題歌「アレクサンドラ」を歌ったセルゲイ・ニキーチンへのインタビューで彼はこの事に触れている。
それまで『鶴は翔んでゆく』等に数々の映画出演歴のあるバターロフに対し、ヴェーラ・アレントーヴァはこれまでTVドラマには主演していたが、映画での主演は初であった。以降彼女は多くの作品に主演を果たすきっかけとなった。

## 劇中曲
- ベサメ・ムーチョ
- セルゲイ・ニキーチンとタチアナ・ニキーチナによる作品
  - Александра （アレクサンドラ）
  - Диалог у новогодней елки （クリスマスツリーの下のダイアログ；A dialogue by the New Year's tree）
- クラウディヤ・シュリジェンコの歌
  - Давай закурим （一服しようぜ；Davai zakurim / "Lets take a smoke" 1943年）
- ゲリーナ・ヴェリカーノヴァの歌
  - Ландыши （すずらん；Landyshi / "Deluxe" 1959年、日本ではダークダックスがメインに歌った曲）